# Anne de Żagań
 (novembre 2024).
Anne de  Żagań  (polonais: Anna żagańska, tchèque: Anna Zaháňská, connue également comme Hlohovsko-Zaháňská ou Zaháňsko-Hlohovská) (née vers 1480 – † Ząbkowice Śląskie en Silésie, 27/28 octobre 1541), est la dernière héritière survivante de la lignée Hlohovsko-Zaháňský, branche de la dynastie Piast de Silésie, qui devient par son mariage duchesse de Münsterberg et d'Oels. De 1536 à 1541 elle règne comme douairière sur le duché de Münsterberg.

## Biographie

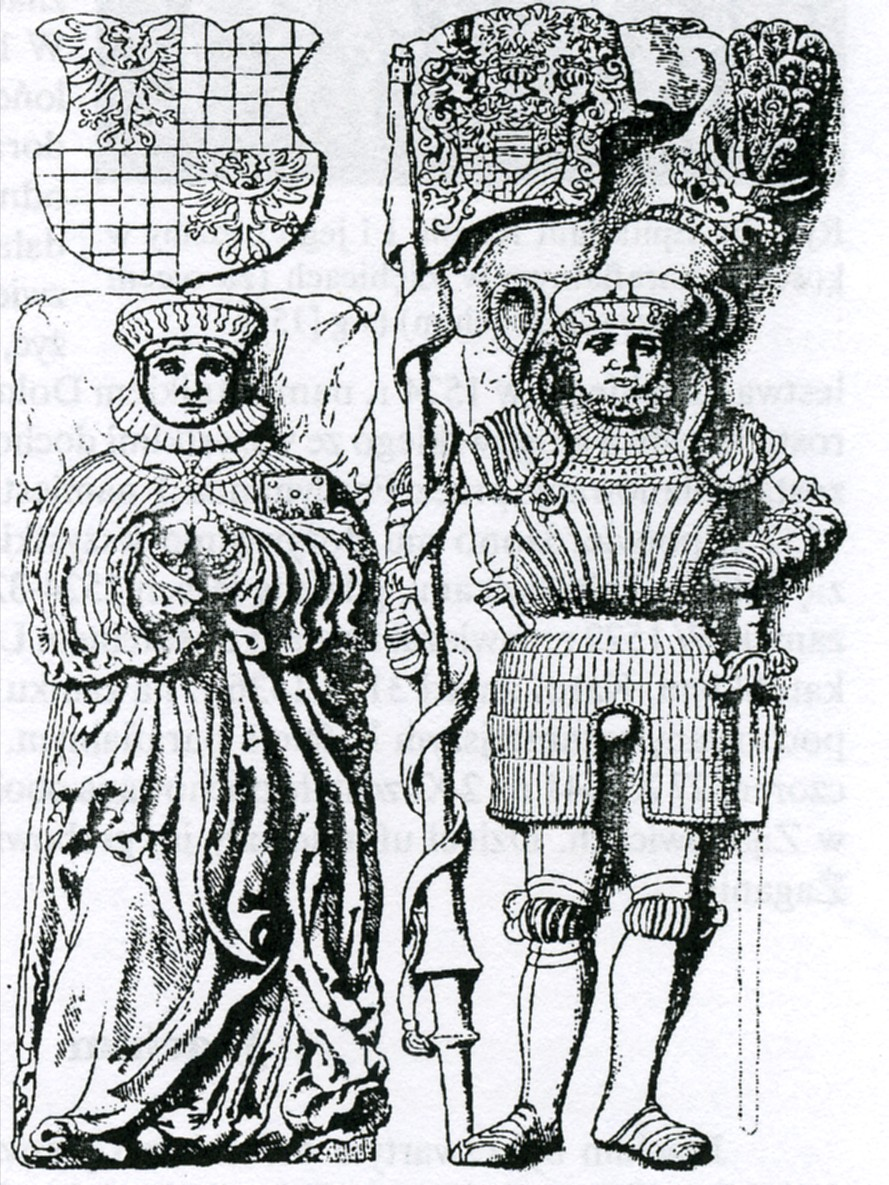
Tombe de Charles Ier et d'Anna Zaháňské.

Anne est la fille cadette du duc Jean II le Fou de Żagań et Großglogau et de son épouse Catherine d'Opava, fille du duc Guillaume d'Opava et issue de la dynastie des Přemyslides de Silésie.
Le 7 janvier 1488, à l'âge de 5 ans, elle épouse par contrat, puis effectivement le 3 mars 1495, Charles Ier duc de Ziębice-Oleśnica (allemand: Münsterberg-Oels) avec qui elle a douze enfants :
- Henri (30 avril 1497 – 25 juillet 1497),
- Anne (6 septembre 1499 – 24 octobre 1504),
- Catherine (21 septembre 1500 – 15 juillet 1507),
- Marguerite (tchèque: Markéta) ( 27 décembre 1501 – 26 juin 1551), épouse en 1519 Jan Zajíc de Hasenburg,
- Joachim de  Münsterberg-Œls ,
- Cunégonde (tchèque: Kunhuta) (25 septembre 1504 – 25 juillet 1532), épouse en 1521 Christophe Černohorský de Boskovice,
- Ursule (tchèque: Voršila) (3 décembre 1505– 24 janvier 1539), épouse en 1523 Jérôme de Bieberstein,
- Henri II de Münsterberg-Œls ,
- Hedwige (10/12 juin 1508 – 28 novembre 1531), épouse en 1525 le margrave Georges de Brandebourg-Ansbach,
- Jean de Münsterberg-Œls,
- Barbara (4 février 1511– 6 avril 1539), Abbesse à Strehlen (Strzelin) près d'Oels,
- Georges II de Münsterberg-Œls.

Elle meurt en 1541 et est inhumée aux côtés de son époux dans l'église paroissiale Saint-Anne à Ząbkowice Śląskie (en allemand Frankenstein).